# Кулемет Colt
Кулемет Colt або CMG був кулеметом з відкритим затвором зі стрічковим живленням під набій 5.56×45mm розроблений Colt Manufacturing Company у 1965 році. Кольт поспіхом розробили CMG-1 щоб доповнити лінійку CAR-15, власний варіант гвинтівки M16, щоб мати можливість запропонувати свою альтернативу збройній системі Stoner 63. Продаж не був успішним, а тому було розроблено Кольт CMG-2, який також не став популярним. CMG-3 став версією під набій 7.62×51mm NATO який також не став популярним.

## Кулемет Кольта 1 (CMG-1)
Хоча CMG-1 продавався разом з CAR-15, у CMG-1 було мало спільних деталей. Один CMG-1 мав газовідвідний механізм з безпосередньою дією порохових газів на затворну раму, а також мав затвор, газову трубу та інші робочі частини від M16. Проте, інші CMG-1 мали газові поршні. CMG-1 мав також пістолетне руків'я від M16, блок мушки та полум'ягасник. Як і Stoner 63, CMG-1 може живитися стрічками з обох боків. Темп стрільби становив 650 пострілів за хвилину. Було випущено лише два або три CMG-1. Кольт виготовив їх методом штампування з листового металу.
Кольт пропонувала CMG-1 у чотирьох різних версіях: на сошках, на тринозі, на транспортному засобі або фіксованому кріпленні. 5,2 кг версія на сошці розроблялась у якості легкого кулемета для штурмових підрозділів. Це була єдина версія з прикладом. 5,7 кг версія на тринозі повинна була бути станковим кулеметом. Версія для транспортних засобів була змонтована на шкворні для використання солдатами на наземній техніці. Версія на фіксованому кріпленні стріляла за допомогою електромагнітного приводу, що давало змогу дистанційно керувати кулеметом і встановлювати його на гвинтокрили або інші літальні апарати.

## Кулемет Кольта 2 (CMG-2)
У 1967 році Кольт замінив CMG-1 на CMG-2. CMG-2 вже зовсім не був сумісним з M16 і був доступен лише на сошках з лише автоматичним режимом ведення вогню у якості легкого кулемета з переднім вертикальним руків'ям. УСМ CMG-2 мав газовий поршень, але мав модифікований затвор M16. Бойок ударника був двобічним, тому його можна було перевернути у разі пошкодження. Екстрактор був врізаний в затвор і викидав стріляні гільзи вниз через залишковий отвір магазина. Фіксований пластиковий приклад було вмонтовано у задню частину затворної групи.
Ствол CMG-2 був знімним і мав руків'я, тому при перегріві його можна було легко замінити у польових умовах. Ствол мав нарізку 1:9 і мав стріляти експериментальними кулями вагою 4,4 г, які були розроблені для більшої відстані ніж стандартна куля M193 вагою 3,6 г. На відміну від кулемета M60 у якого сошки та газовий поршень, були невід'ємною частиною вільного стволу, на CMG-2 сошки M2 встановлювалися над газовою пробкою у вентильованій цівці і замикалися на місці стволовим газовим блоком.
Найбільш незвичайною особливістю було те, що в ньому не було ручки для зарядки, як у М16. Заряджаючий CMG-2 розмикав пістолетне руків'я, а потім рухав її вперед і назад для досилання набою в патронник зі стрічки живлення та зводив зброю. Плоский прямокутний шматок металу ковзав по напрямних спускової групи за спусковим механізмом, щоб діяти як пилозахисний чохол і охороняти зброю від попадання сміття.
Він живився від ланкової металевої стрічки з використанням запатентованих Стоунером ланок S-63 BRW. S-63 BRW була зменшеною версією металевої стрічки M13 від кулемета M-60 під набій 5,56 мм НАТО. Набої у стрічках по 150 набоїв зберігалися у зелених або чорних пластикових барабанах які монтувалися на лівому боці зброї.
Для підрозділу ВМС SEAL Кольт запропонував короткоствольну версію CMG-2 без прикладу. ВМС класифікували CMG-2, як кулемет EX 27 Mod 0, але вони з рештою обрали Stoner 63 MK23 Mod 0 Commando. CMG-2 існував лише у якості прототипу і Кольт припинив розробку в 1969 році.

## Кулемет Кольта 3 (CMG-3)
На початку 1970 року була розроблена версія під набій 7,62 мм. Було випущено невелику партію, за оцінкам 5 одиниць, залишилося лише 2 одиниці.